# Miss Teacher Bangs a Boy
"Miss Teacher Bangs a Boy" is aflevering 1010 (#149) van Comedy Centrals South Park en is op 18 oktober 2006 om 22:00 uur EST op (Amerikaanse) televisie verschenen.

## Verhaal
Cartman wordt benoemd tot "Hall monitor" van South Park Elementary. In zijn nieuwe rol neemt Cartman het persoonlijk wanneer er een misdaad wordt gepleegd onder zijn jurisdictie. Wanneer Kyle ontdekt dat een leraar seks met zijn broertje heeft gehad, moeten hij en Cartman gaan samenwerken om een eind te maken aan het ongepaste gedrag. Ike kiest uiteindelijk niet voor een relatie met zijn lerares maar kiest voor zijn familie. Ikes lerares pleegt vervolgens zelfmoord door van het Hilton Hotel te springen.

## Trivia
- Deze aflevering is een parodie van de vele leraar/leerling seks zaken in de VS, waaronder die van Debra Lafave. Daarnaast is het ook een parodie van het televisieprogramma "Dog the Bounty Hunter.
- Trey Parker en Matt Stone hebben gezegd dat "Dog the Bounty Hunter" een van hun favoriete programma's is.[1]